# Tell Me Baby
Tell Me Baby (у преводу, Реци ми, душо) је песма групе Ред хот чили пеперс са дуплог албума из 2006. године, Stadium Arcadium Ова песма уједињује стари звук фанка из дана њиховог албума Blood Sugar Sex Magik са новим звуком који може да се пронађе на албумима  и .
Песма је издата након хит сингла "Dani California" 17. јула 2006. године. Б-старне су "A Certain Someone" и "Mercy Mercy", две од десет песама које нису ушле у дупли албум Stadium Arcadium. Песма се на радију пуштала од краја маја 2006. године. Музички спот за песму је издат пре него што је сингл изашао, 17. јуна у Великој Британији, 28. јула у Канади и 7. августа у САД.

## Музички спот
Музички спот за песму "Tell Me Baby", који су режирали Џонатан Дејтон и Валери Ферис (обоје су режирали и спот Пеперса за "Otherside"). Фли је недавно изјавио да је спот за ову песму најбољи који је бенд икада направио. У споту, људи долазе у Калифорнију да се опробају у нади да ће им се остварити жеља да постану познати, иако се то не дешава свима. После интервјуа са пуно људи који улазе у тај опис, у споту бенд свира около са интервјуисаним људима и просто се забавља у студију.

## Формати и спискови песама
CD верзија 1
1. 2:25

CD верзија 2
1. 04:01
2. 03:53

## Успеси на листама
| Недеља | 01 | 02 | 03 | 04 | 05 | 06 | 07 | 08 | 09 | 10 |
| Место  | 69 | 53 |    |    |    |    |    |    |    |    |

| Недеља | 01 | 02 | 03 | 04 | 05 | 06 | 07 | 08 | 09 | 10 |
| Место  | 96 | 91 | 64 | 53 | 37 |    |    |    |    |    |

| Недеља | 01     | 02     | 03      | 04      |
| ------ | ------ | ------ | ------- | ------- |
| Место  | 31     | 25     | 21      | 20      |
| Поени  | 70.000 | 82.000 | 100.000 | 105.000 |

| Недеља | 01 | 02 | 03 | 04 | 05 | 06 | 07 | 08 | 09 | 10 |
| Место  | 39 | 35 | 29 | 26 | 24 | 20 | 10 | 8  | 6  | 5  |

| Недеља | 01 | 02 | 03 | 04 | 05 | 06 | 07 | 08 | 09 | 10 |
| Место  | 45 | 16 | 26 | 31 | 37 |    |    |    |    |    |

| Недеља | 01 | 02 | 03 | 04 | 05 | 06 | 07 | 08 | 09 | 10 |
| Место  | 25 | 18 | 18 | 22 | 25 | 26 | 26 |    |    |    |

| Недеља | 01 | 02 | 03 | 04 | 05 | 06 | 07 | 08 | 09 | 10 | 11 | 12 | 13 | 14 | 15 | 16 | 17 | 18 | 19 | 20 |
| ------ | -- | -- | -- | -- | -- | -- | -- | -- | -- | -- | -- | -- | -- | -- | -- | -- | -- | -- | -- | -- |
| Место  | 27 | 23 |    |    |    |    |    |    |    |    |    |    |    |    |    |    |    |    |    |    |